# Sopocachi
Sopocachi es un barrio ubicado al oeste de la ciudad de La Paz, Bolivia. Fue fundado durante la época republicana. Desde su constitución, a mediados del siglo XIX, el barrio se caracterizó por ser el referente cultural, artístico y bohemio de la sede de gobierno boliviana.
Está conectado en el este con el barrio de San Jorge, al oeste con el barrio de Cristo Rey (o Alto Sopocachi), al noroeste conyÿ el barrio de San Pedro y al norte con el centro de la ciudad.
En este barrio se encuentra la Academia Nacional de Bellas Artes fundada en 1926; el Conservatorio Nacional de Música fundado en 1907; plazas importantes de la ciudad como la Plaza Abaroa y la Plaza España, centros culturales como Espacio Simón I. Patiño, la Casa Museo Solón, Casa Museo Marina Núñez del Prado, Casa Museo Cecilio Guzmán de Rojas, la sede del movimiento anarcofeminista Mujeres Creando, y la Fundación Flavio Machicado Viscarra, creada a partir de las tradicionales Flaviadas.

## Toponimia
Existen diferentes hipótesis sobre el origen del nombre del barrio. En una de ellas se plantea que el nombre deriva de la palabra aimara Sapa, que significa uno. La palabra Kachi, que viene del quechua y que significa sal. Con el tiempo se dio a conocer como Sopocachi. Otras versiones dicen que proviene del aimara Sapak’achi, que significa colina solitaria en forma de punta o cuchilla. Los antiguos habitantes de esta zona, quienes se dedicaban a sembrar maíz y eucalipto, le otorgaron ese nombre en conmemoración al Montículo, un promontorio de tierra y piedra.

## Características
Sopocachi se caracteriza por mantener una arquitectura mestiza y señorial. Asimismo su población está compuesta por una mezcla entre familias paceñas de nivel socioeconómico medio y alto así como estudiantes y extranjeros. Los fines de semana es el punto más concurrido de la ciudad de La Paz, debido a su variada oferta nocturna de bares, discotecas, teatros y centros de recreación cultural. Tanto jóvenes como adultos suelen visitar Sopocachi para divertirse en un ambiente bohemio que transporta al pasado por sus casonas y sus estrechas calles con bajadas y subidas.
Muchas de sus viviendas son parte del patrimonio arquitectónico de la ciudad ,  siendo reconocidos cuatro conjuntos patrimoniales por el Gobierno Autónomo Municipal de La Paz :
- Conjunto Patrimonial Plaza Isabel La Católica
- Conjunto Patrimonial casas Alborta Vickers
- Conjunto Patrimonial Rosendo Gutiérrez
- Conjunto Patrimonial Francisco Bedregal

Convirtiendo a la zona en la que mayor cantidad de conjuntos patrimoniales reconocidos alberga, y el barrio en su conjunto tiene una amplia historia llena de leyendas urbanas.

## El Montículo

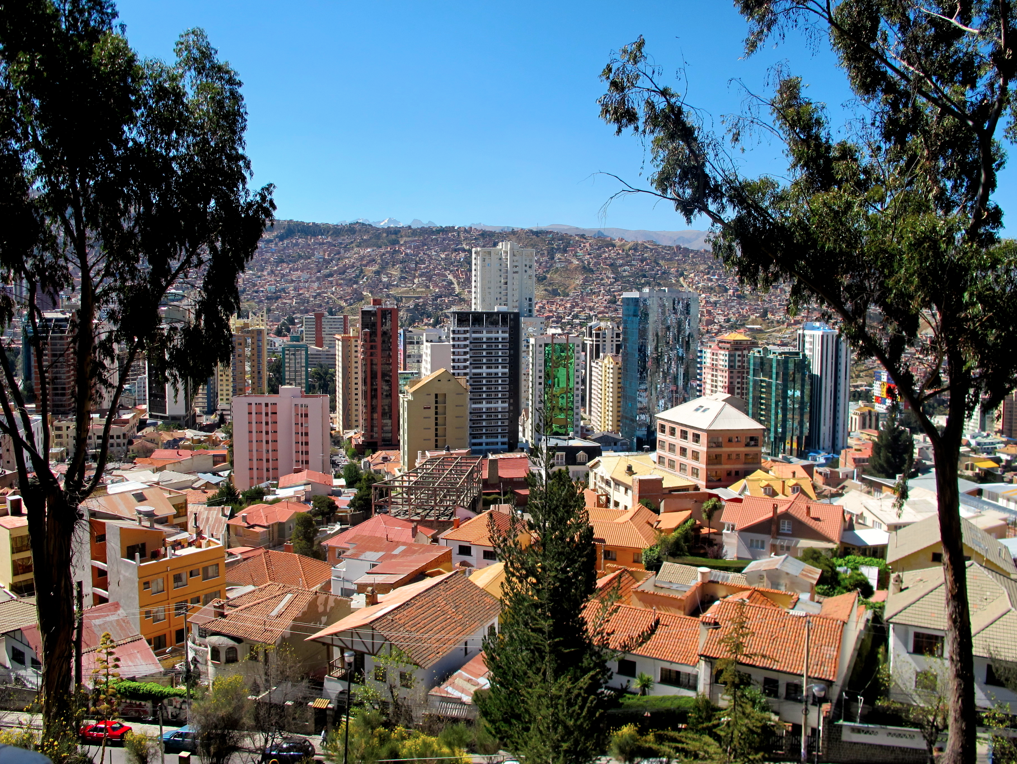
El barrio de San Jorge en La Paz, visto desde El Montículo de Sopocachi

Según referencias del historiador Humberto Viscarra, en 1582 un sismo provocó el deslizamiento del Altiplano Sud destruyendo a dos pueblos aymaras antiguos. En estos sucesos, desapareció la imagen de una virgen, la cual fue hallada después en el Montículo. En homenaje a esta imagen de la Inmaculada Concepción se construyó sobre la colina una capilla. La cual el presidente Agustín Morales mandó construir una arquería gótica que por desgracia fue consumida por un incendio del 15 de agosto de 1895. Se dice que el cacique Martín Chuqui y los curas recaudaron dinero para reabrir la capilla, el 8 de diciembre de 1896, fecha en la que se celebra la fiesta de la Virgen del Montículo.
Según las notas de prensa del suplemento literario del periódico El Diario:
El Montículo de Sopocachi fue un lugar de atracción para los habitantes de la ciudad desde lejanos tiempos de la época virreinal debido a la ermita o capilla erigida en su cúspide bajo la advocación de la Inmaculada. El 8 de diciembre es, por eso, para este barrio, día de fiesta tradicional con actos especiales de celebración en la parroquia.
Un portón tallado en piedra en 1770, marca la entrada al Montículo, un parque mirador y lugar de recreo desde donde se puede observar el majestuoso Illimani junto a toda la ciudad de La Paz. Este sitio fue utilizado como escenario de películas. El Montículo fue declarado como Patrimonio Histórico, Cultural y Paisajístico de la ciudad de La Paz en el año 2014. Su arquitectura refleja diferentes etapas como la republicana, moderna y contemporánea. 

## Imágenes antiguas de Sopocachi
| Vista aérea de un parque infantil rodeado de casas.                          |
| El parque infantil en una plaza de la zona de Tembladerani, Sopocachi, 1948. |

| Edificios y casas con las montañas de fondo     |
| Vista aérea de Sopocachi, La Paz, Bolivia,1948. |

| Fuente con un hombre y dos caballos a cada uno de sus lados |
| Una fuente artística en el parque de El Montículo, 1948.    |

|                     |
| Avenida Arce, 1948. |